# Vysoká hora (Wysoki Jesionik)
Vysoká hora (historyczna nazwa niem. Hohe Berg) – szczyt (góra) o wysokości 1031 m n.p.m. (podawana jest też wysokość 1030 m n.p.m. , 1030,8 m n.p.m.  lub 1031,0 m n.p.m. ), w paśmie górskim Wysokiego Jesionika (cz. Hrubý Jeseník), w północno-wschodnich Czechach, w Sudetach Wschodnich, na Śląsku, w obrębie gminy Andělská Hora, blisko miejscowości Ludvíkov i Vrbno pod Pradědem, oddalony o około 8,8 km na północny wschód od szczytu góry Pradziad (cz. Praděd). Jest jednym z niższych tzw. tysięczników (szczytów o wysokości ponad 1000 m n.p.m.), bowiem wysokość jego tylko nieznacznie przekracza tę wielkość. Rozległość góry (powierzchnia stoków) szacowana jest na około 7,9 km², a średnie nachylenie wszystkich stoków wynosi około 9°.

## Charakterystyka

### Lokalizacja

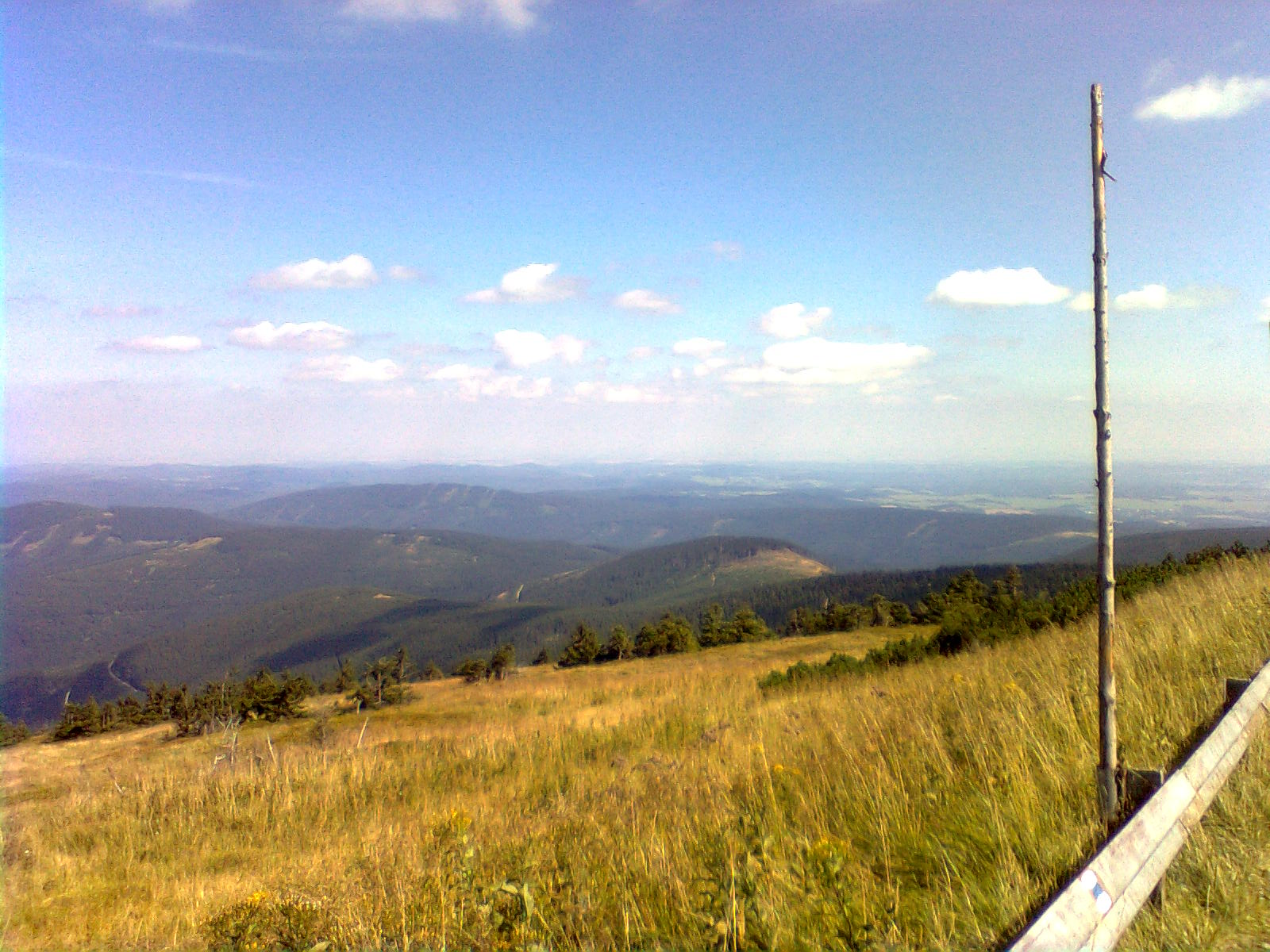
Widok z drogi na szczyt góry Pradziad, na góry: w dali Vysoká hora, Ovčí vrch (1) i Hřeben, poniżej Žárový vrch–SV, Žárový vrch, Lyra i Lyra–J, jeszcze poniżej Prostřední vrch i Ostrý vrch (2010 rok)

Góra Vysoká hora położona jest we wschodnim rejonie całego pasma Wysokiego Jesionika, leżąca w części Wysokiego Jesionika, w centralnym obszarze (mikroregionu) o nazwie Masyw Orlíka (cz. Medvědská hornatina), na głównym, południowym, łukowatym grzbiecie – jako szczyt główny tego grzbietu – ciągnącym się od góry Zámecký vrch (2) do góry Nad Rychtou w łańcuchu szczytów (Zámecký vrch (2) → Brdo → Brdo–Z → Pod Vysokou → Vysoká hora → Ovčí vrch (1) → Hřeben → Hřeben–JV → Hřeben–J → Kopřívový vrch → Kopřívový vrch–JZ → Kopřívový vrch–J → Železný vrch → Železný vrch–J → Skalisko → Nad Rychtou). Charakterystyczną cechą góry jest niemalże płaski, łukowaty grzbiet szczytowy o długości około 900 m, ciągnący się na kierunku południe – północny wschód, a ponadto grzbiet ten widoczny jest w postaci lekko „postrzępionego grzebienia” w miejscach przecinek grzbietowych, patrząc na niego od strony zachodniej lub wschodniej. Jest górą rozpoznawalną, widoczną m.in. z przebiegającej drogi nr 445 Zlaté Hory – Šternberk, gdzie można dostrzec jej stok. Ponadto górę lub jej szczyt można zobaczyć m.in. ze skaliska szczytowego góry Karliny kameny czy z połaci szczytowej góry Sokol, gdzie ją widać na linii spojrzenia w kierunku góry Lyra. Jest szczytem dobrze rozpoznawalnym m.in. z drogi okalającej połać szczytową góry Pradziad (szczyt widoczny powyżej linii patrzenia w kierunku szczytu Lyra), a z innego charakterystycznego punktu widokowego – z drogi okalającej szczyt góry Dlouhé stráně niewidoczny, bo przysłonięty górą Pradziad. 
Górę ograniczają: od północy, północnego zachodu i zachodu dolina potoku Biała Opawa (cz. Bílá Opava), od północnego wschodu mało wybitna przełęcz o wysokości 904 m n.p.m. w kierunku szczytu Pod Vysokou, od wschodu dolina potoku o nazwie Zámecký potok, od południowego wschodu przełęcz o wysokości 803 m n.p.m. w kierunku szczytu Kopřivník–S oraz od południa dolina potoku o nazwie Zlatý potok i przełęcz Malá hvězda w kierunku szczytu Ovčí vrch (1). W otoczeniu góry znajdują się następujące szczyty: od północnego wschodu Pod Vysokou i Brdo–Z, od południowego wschodu Kopřivník–S, Kopřivník–SZ, Kopřivník–JZ i Anenský vrch–SZ, od południowego zachodu Ovčí vrch (1), Skalnatý vrch, Rolandův kámen i Na vyhlídce (2), od północnego zachodu Brantloch i Plošina oraz od północy Zámecká hora.

### Stoki
W obrębie góry można wyróżnić sześć następujących zasadniczych stoków:
- północny
- północno-wschodni
- wschodni
- południowo-wschodni
- południowy
- zachodni

Występują tu wszystkie typy zalesienia: bór świerkowy, las mieszany oraz las liściasty, przy czym zdecydowanie dominuje zalesienie gęstym borem świerkowym. Na wszystkich stokach poza borem świerkowym i lasem mieszanym, występują na stokach północnym, wschodnim i zachodnim wraz z obniżaniem wysokości obszary lasu liściastego, a u podnóża tych stoków nawet łąki (m.in. na stoku wschodnim Rýmařovská louka). Wszystkie stoki charakteryzują się znaczną zmiennością wysokości zalesienia, z występującymi polanami, licznymi pasmowymi przecinkami usytuowanymi na grzbiecie lub w jego pobliżu i przerzedzeniami. U podnóża stoku zachodniego znajdują się większe przecinki na których dawniej wytyczono narciarskie trasy zjazdowe (narty, snowtubing). Ponadto u podnóży stoków zachodniego i północnego, w pobliżu drogi nr 445 przebiega napowietrzna linia przesyłowa prądu o napięciu 22 kV. W obrębie góry u podnóża stoku zachodniego występuje grupa skalna, natomiast brak jest większych pojedynczych skalisk. Ponadto blisko podnóża stoku północnego, niedaleko łąk pojawia się znaczny obszar głazowisk.
Stoki mają stosunkowo jednolite, na ogół łagodne i bardzo zróżnicowane nachylenia. Średnie nachylenie stoków waha się bowiem od 5° (stok północno-wschodni) do 19° (stok zachodni). Średnie nachylenie wszystkich stoków góry (średnia ważona nachyleń stoków) wynosi około 9°. Maksymalne średnie nachylenie stoku zachodniego, na odcinku 50 m nie przekracza 30°. Stoki pokryte są siecią dróg (m.in. Poštovská cesta czy Rýmařovská cesta) oraz na ogół nieoznakowanych ścieżek i duktów. Przemierzając je zaleca się korzystanie ze szczegółowych map, z uwagi na zawiłości ich przebiegu, zalesienie oraz zorientowanie w terenie.

#### Nieczynne stanowiska górnicze
W odległości około 1,3 km na południe od szczytu (stok południowy), na wysokości około 855 m n.p.m. znajduje się nieczynne stanowisko górnicze o nazwie (cz. Štola Hláska), w którym niegdyś pozyskiwano złoto. Były to żyły w postaci niskosiarczkowej formacji złoto-kwarc. Ponadto w odległości około 1,1 km na południowy zachód od szczytu (stok zachodni), na wysokości około 745 m n.p.m. znajduje się inne nieczynne stanowisko górnicze o nazwie (cz. Důlní pole), w którym niegdyś z żył kwarcowych pozyskiwano bryły rud miedzi (10–60) cm (chalkopiryt i malachit).

### Szczyt główny

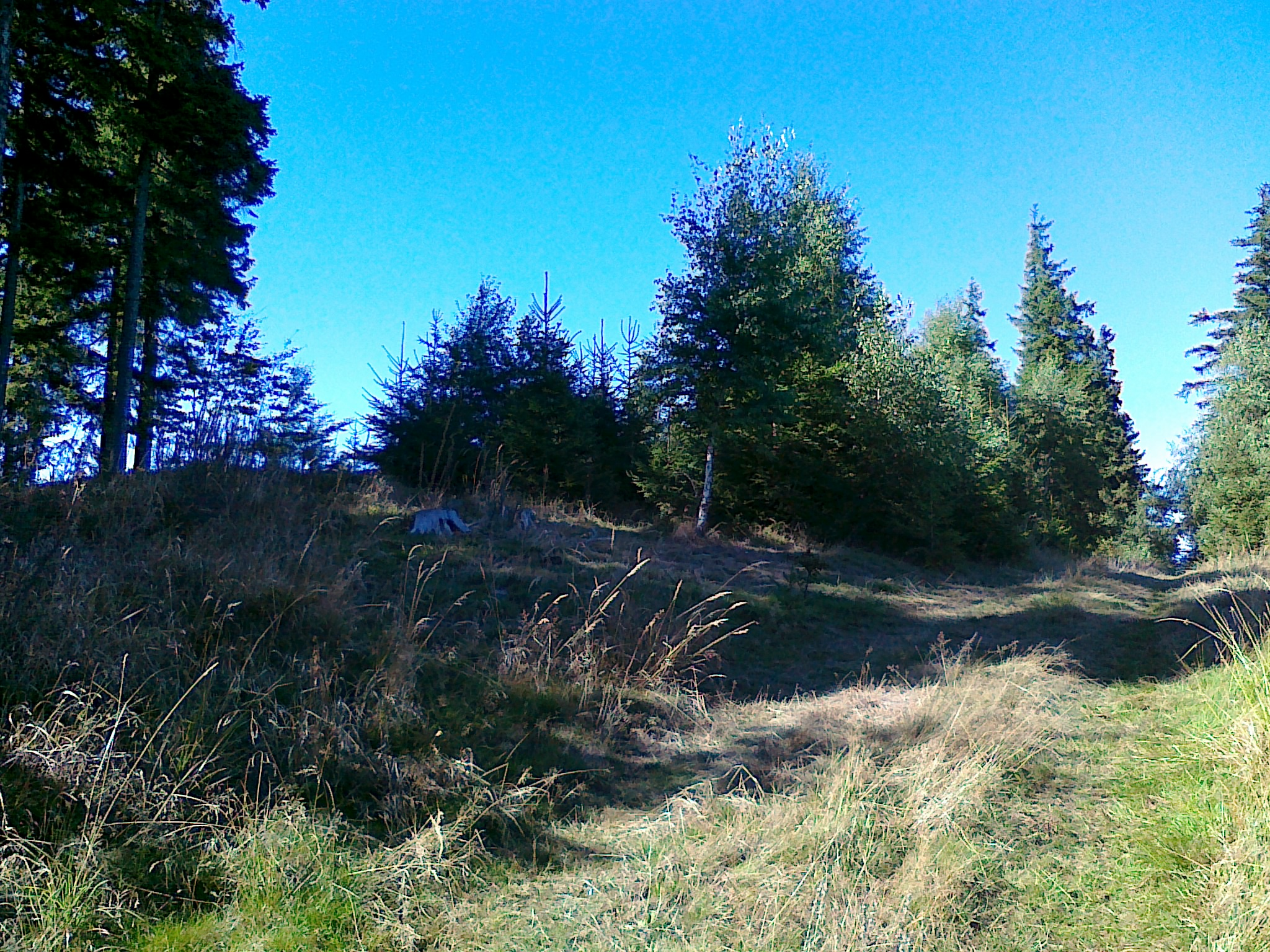
Widok na szczyt oraz drogę grzbietową na połaci szczytowej góry Vysoká hora (2018 rok)

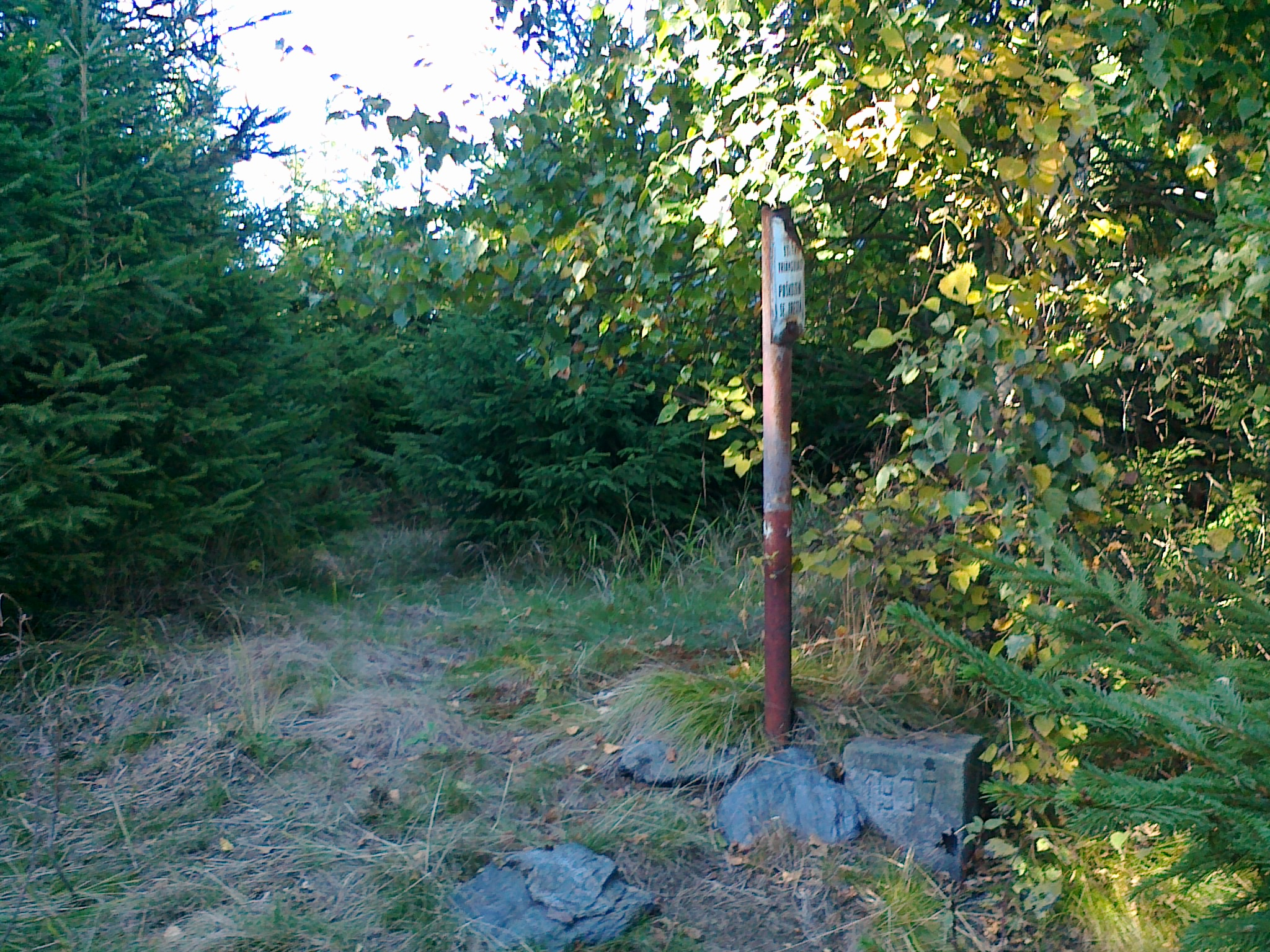
Punkt geodezyjny na połaci szczytowej góry Vysoká hora (2018 rok)

Na szczyt nie prowadzi żaden znakowany szlak turystyczny. Przez połać szczytową przechodzi główna droga grzbietowa, biegnąca od połaci szczytowej Pod Vysokou oraz dalej do przełęczy Malá hvězda. Szczyt znajduje się na niewielkiej polanie, blisko głównej drogi grzbietowej, otoczonej borem świerkowym z niewielką domieszką drzew liściastych, pokrytej trawą wysokogórską oraz popularną rośliną występującą niemalże w całym paśmie Wysokiego Jesionika, a mianowicie borówką czarną. Z uwagi na zalesienie nie jest on punktem widokowym. Ponadto na połaci szczytowej służby leśne ustawiły zbliżony kształtem do prostokąta odgrodzony, niewielki areał o powierzchni około 250 m², widoczny m.in. na zdjęciach lotniczych. Na połaci szczytowej znajduje się punkt geodezyjny, na którym wyryto rok jego założenia: 1937, oznaczony na mapach geodezyjnych numerem (21.), o wysokości 1030,76 m n.p.m. oraz współrzędnych geograficznych (50°05′50,51″N 17°21′07,63″E/50,097364 17,352119), z widocznym koło niego zamontowanym, stalowym słupkiem o wysokości około 50 cm, na którym umieszczono u góry stalową tabliczkę (mocno przerdzewiałą) z napisem (cz. Státní triangulace Poškození se trestá), oddalony o około 10 m na północny wschód od szczytu. Państwowy urząd geodezyjny o nazwie (cz. Český úřad zeměměřický a katastrální (CÚZK)) w Pradze podaje jako najwyższy punkt góry – szczyt – o wysokości 1031,3 m n.p.m. i współrzędnych geograficznych (50°05′50,4″N 17°21′07,2″E/50,097333 17,352000). 
Dojście do szczytu następuje z niemalże prosto biegnącej głównej drogi grzbietowej prowadzącej z zielonego szlaku rowerowego  oraz nieoznaczonego skrzyżowania, znajdującego się blisko szczytu Pod Vysokou (widocznego nad miejscowością Vrbno pod Pradědem), od którego należy przejść odcinek o długości około 1,4 km dochodząc orientacyjnie do połaci szczytowej oraz szczytu położonego po prawej stronie tej drogi. Możliwe jest również dojście alternatywne do szczytu m.in. z przełęczy i skrzyżowania turystycznego o nazwie Malá hvězda (rozc.).

### Szczyt drugorzędny
Vysoká hora jest górą o podwójnym szczycie. W odległości około 1,2 km na wschód od szczytu głównego można wyróżnić szczyt drugorzędny określony jako Vysoká hora–V o wysokości 817 m n.p.m. i współrzędnych geograficznych (50°05′50,9″N 17°22′06,5″E/50,097472 17,368472), oddzielony od szczytu głównego mało wybitną przełęczą o wysokości 816 m n.p.m.. Znajduje on się wśród gęstego zalesienia lasu mieszanego. Z powodu zalesienia nie jest on punktem widokowym, nie umieszczono na nim również punktu geodezyjnego. 

### Geologia
Pod względem geologicznym część masywu góry Vysoká hora należy do jednostki określanej jako warstwy vrbneńskie, a część do jednostki określanej jako formacja andelskohorska i zbudowana jest ze skał metamorficznych, głównie: fyllitów (muskowitów, biotytów, chlorytów), łupków zieleńcowych, łupków metamorficznych (grafitów), kwarcytów, gnejsów, amfibolitów, stromatytów i blasto-mylonitów, skał magmowych, głównie: diabazów (meta-dolerytów) i meta-granitoidów oraz skał osadowych, głównie zlepieńców. Kształt masywu góry oraz występowanie diabazów sugeruje jej wulkaniczne pochodzenie.

### Wody
Grzbiet główny (grzebień) góry Pradziad, biegnący od przełęczy Skřítek do przełęczy Červenohorské sedlo oraz dalej do przełęczy Ramzovskiej (cz. Ramzovské sedlo) jest częścią granicy Wielkiego Europejskiego Działu Wodnego, dzielącej zlewiska Morza Bałtyckiego i Morza Czarnego . 
Szczyt wraz ze stokami góry Vysoká hora położony jest na północny wschód od tej granicy, należy więc do zlewni Morza Bałtyckiego, do którego płyną wody m.in. z dorzecza rzeki Odry, będącej przedłużeniem płynących z tej części Wysokiego Jesionika górskich potoków (m.in. płynących w pobliżu góry potoków Biała Opawa, Zlatý potok czy Zámecký potok). Ze stoku wschodniego bierze swój początek wspomniany wcześniej potok o nazwie Zámecký potok . Z uwagi na stosunkowo łagodne nachylenia stoków, w obrębie góry nie występują m.in. wodospady czy kaskady. Na stoku południowo-wschodnim występuje w okolicy płynącego nienazwanego potoku, będącego dopływem potoku o nazwie Zlatý potok obszar bagienny. Ponadto na stokach występują liczne źródła.
| Źródła na stokach góry Vysoká hora |                              |                           |                               |                                           |
| Lp.                                | Źródło (oznaczenie)          | Odległość od szczytu m    | Wysokość bezwzględna m n.p.m. | Współrzędne geograficzne                  |
| 1                                  | Studánka Pod Hláskou (13078) | 1430 na południe          | 836                           | 50°05′04″N 17°21′07″E/50,084444 17,351944 |
| 2                                  | Studánka (12771)             | 730 na wschód             | 859                           | 50°05′53″N 17°21′44″E/50,098056 17,362222 |
| 3                                  | Studánka (13076)             | 1750 na południowy wschód | 762                           | 50°05′05″N 17°22′01″E/50,084722 17,366944 |
| 4                                  | Studánka (13077)             | 850 na południowy wschód  | 907                           | 50°05′25″N 17°21′24″E/50,090278 17,356667 |

## Ochrona przyrody
Cała góra znajduje się w obrębie wydzielonego obszaru objętego ochroną o nazwie Obszar Chronionego Krajobrazu Jesioniki (cz. Chráněná krajinná oblast (CHKO) Jeseníky), a utworzonego w celu ochrony utworów skalnych, ziemnych i roślinnych oraz rzadkich gatunków zwierząt. Na stokach nie utworzono żadnych rezerwatów przyrody lub innych obiektów nazwanych pomnikami przyrody. 
U podnóża góry drogą nr 445 (częściowo na krótkich odcinkach) oraz na stoku zachodnim przebiega 26,5 km długości ścieżka dydaktyczna o nazwie (cz. Naučná stezka Muzeum Wide Web) na trasie:
 Malá Morávka – Karlovice (z 17 stanowiskami obserwacyjnymi na trasie)

## Turystyka
U podnóża stoku zachodniego w miejscowości Ludvíkov znajduje się pięć pensjonatów: Chata Pepino, Pension Grizzly, Pension Ludvíkov, Pension u Jiřího i U Skřivánků. Góra położona jest w atrakcyjnej części Wysokiego Jesionika, blisko ważnych miejscowości turystycznych i wypoczynkowych, będąca punktem wypadowym dla miłośników turystyki pieszej, rowerowej czy narciarskiej. Do najbliższej miejscowości Ludvíkov z bazą hoteli i pensjonatów, parkingów oraz przystanków linii autobusowej jest od szczytu około 1 km w kierunku zachodnim. Ponadto niespełna 3 km jest od szczytu w kierunku północno-wschodnim do miejscowości Vrbno pod Pradědem z liczną bazą hoteli i pensjonatów oraz nieco ponad 4 km od szczytu w kierunku południowo-zachodnim do miejscowości uzdrowiskowej Karlova Studánka. Nieco dalej, bo około 5 km od szczytu w kierunku południowo-wschodnim jest do miejscowości Andělská Hora z bazą pensjonatów. 
Warto dodać, że w odległości około 890 m na południowy wschód od szczytu, na wysokości około 870 m n.p.m. znajduje się chata o nazwie Kajetánka, ale nie ma ona charakteru typowego schroniska turystycznego, a którą zalicza się do tzw. chat łowieckich. 
Kluczowym punktem turystycznym jest oddalone o około 1,4 km na południowy zachód od szczytu, znajdujące się na przełęczy Malá hvězda skrzyżowanie turystyczne o nazwie (cz. Malá hvězda (rozc.)) z podaną na tablicy informacyjnej wysokością 853 m, przy którym postawiono niewielką wiatę turystyczną, przez które przechodzą szlaki turystyczne, szlak rowerowy oraz trasa narciarstwa biegowego.

### Szlaki turystyczne
Klub Czeskich Turystów (cz. Klub Českých Turistů) wytyczył w obrębie góry trzy szlaki turystyczne na trasach:
 Vrbno pod Pradědem – Pod Vysokou – góra Vysoká hora – góra Kopřívník – kościół św. Anny – góra Anenský vrch – Andělská Hora – Světlá Hora
 Przełęcz Hvězda – góra Hřeben – góra Ovčí vrch (1) – przełęcz Malá hvězda – góra Vysoká hora – Vrbno pod Pradědem
 Przełęcz Hvězda – góra Hřeben – szczyt Ovčí vrch (1) – przełęcz Malá hvězda – szczyt Kopřívník – góra Anenský vrch – dolina potoku Uhliřský potok – Karlovice

### Szlaki rowerowe
Na stokach lub u podnóża góry przebiegają trzy wyznaczone szlaki rowerowe na trasach:
 (nr 553) Drakov – Vrbno pod Pradědem – Ludvíkov – Karlova Studánka – przełęcz Hvězda – Malá Morávka – Dolní Moravice – góra Harrachovský kopec – Rýmařov
 Vrbno pod Pradědem – Pod Vysokou – góra Vysoká hora – góra Kopřívník – góra Anenský vrch – Andělská Hora – Suchá Rudná
 Holčovice – Jelení – Karlovice – góra Kamenný vrch – dolina potoku Zámecký potok – góra Vysoká hora – szczyt Pod Vysokou – przełęcz Malá hvězda – góra Ovčí vrch (1) – Dřevina – góra Hřeben – góra Kopřívový vrch – góra Pastvina – pomnik przyrody Morgenland – Nová Rudná
U podnóża góry przechodzi droga nr 445, która jest podjazdem na przełęcz Hvězda:
 Vrbno pod Pradědem – przełęcz Hvězda (długość: 8,9 km, różnica wysokości: 308 m, średnie nachylenie: 3,5%, bez pętlic drogowych)

### Trasy narciarskie
W okresach ośnieżenia wzdłuż szlaków turystycznych oraz niektórych ścieżek, można skorzystać z wyznaczonych tras narciarstwa biegowego. Ponadto u podnóża góry w miejscowości Ludvíkov można skorzystać ze zlokalizowanego przy drodze nr 445 ośrodka narciarskiego o nazwie (cz. Ski Ludvíkov), w którym wyznaczono m.in. trasę na stoku góry do tzw. snowtubingu. Na stoku zachodnim góry Vysoká hora zlokalizowano następujące trasy narciarstwa zjazdowego i snowtubingu:
| Trasy narciarstwa zjazdowego i snowtubingu z wyciągami góry Vysoká hora |                  |                 |                     |                |                   |
| Lp.                                                                     | Oznaczenie trasy | Długość trasy m | Różnica wysokości m | Rodzaj wyciągu | Długość wyciągu m |
| 1                                                                       |                  | 200             | 60                  | orczykowy      | 200               |
| 2                                                                       |                  | 200             | 35                  | snowtubingowy  | 100               |